# عنکبوت جهنده بی‌باک
عنکبوت جهنده بی‌باک (نام علمی: Phidippus audax) در سرده عنکبوت دهان‌زمردی و گونه عنکبوت جهنده قرار دارد. گستردگی این عنکبوت آمریکای شمالی به ویژه کشور ایالات متحده آمریکا است. این گونه بین ۱۳ تا ۲۰ میلی‌متر طول دارد. ظاهر این عنکبوت به رنگ سیاه با لکه‌ها و نوارهایی بر روی شکم و پاها می‌باشد.
این عنکبوت‌ها با افزایش ناگهانی  در جفت پاهای سوم و چهارم خود می‌توانند ۱۰ تا ۵۰ برابر اندازه خود پرش کنند. حتی گونه نر در هنگام جفت‌گیری ممکن است این کار را انجام دهد. این گونه نیز مانند سایر عنکبوت‌های جهنده به دلیل داشتن چشمان رو به جلو و بزرگ دارای دید سه بعدی است. این مسئله به عنکبوت کمک می‌کند که به خوبی طعمه را در نظر داشته باشد و در کمین آن قرار گیرد. همچنین از آن برای ارتباط بصری با سایر همنوعان خود استفاده کند.

## زیستگاه

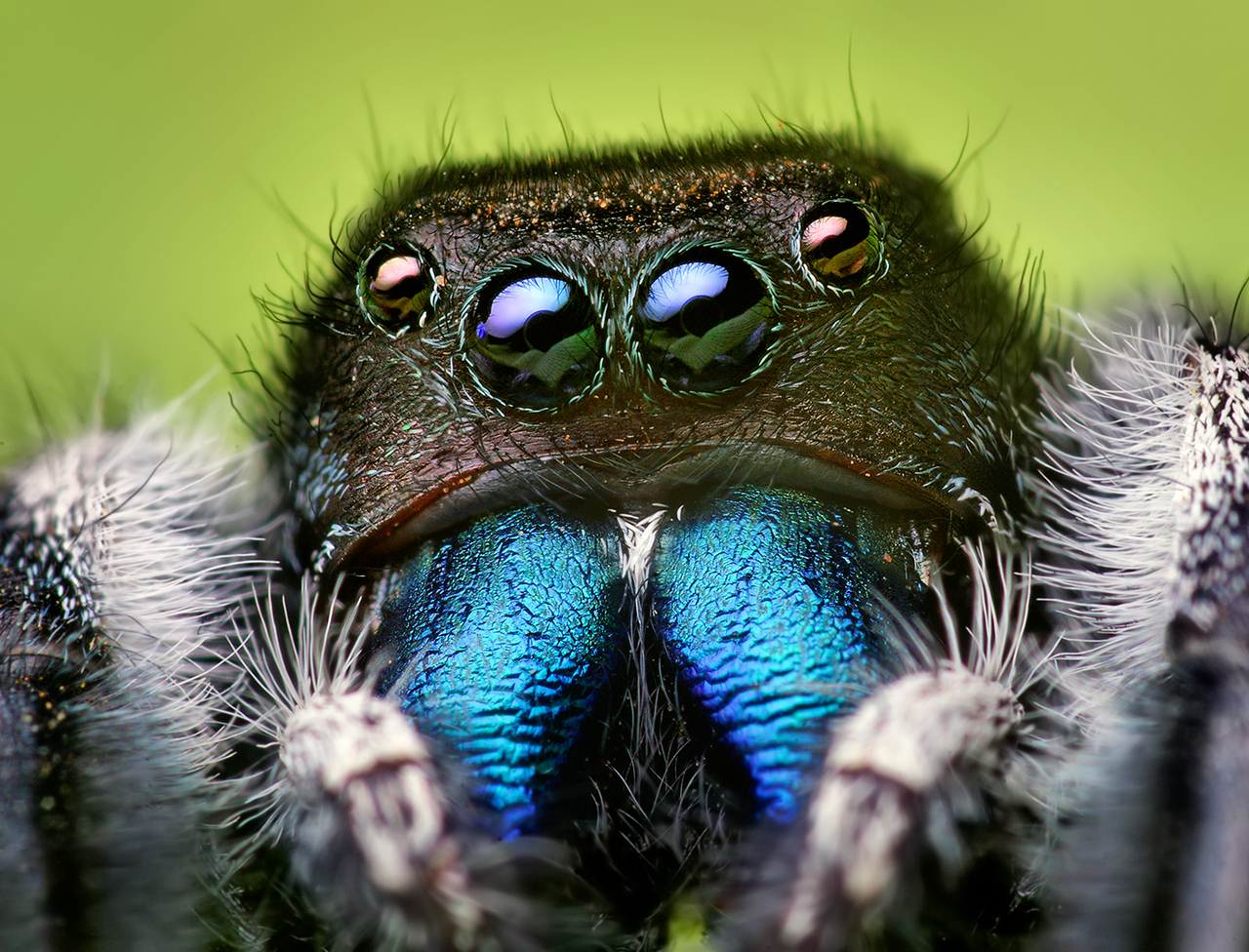
نمای نزدیک تمام چهره از گونه نر که دارای دهان آبی رنگ است

این عنکبوت نیز مانند سایر عنکبوت‌های جهنده علاقه به فضاهای باز دارد تا شکار کند. این عنکبوت تار نمی‌سازد. آن‌ها در هنگام تخم‌ریزی یا پنهان شدن، تار می‌ریسند. آن‌ها به‌طور شایع در زمین‌های باز و چمنزارها یافت می‌شوند اما به فراوانی بر روی دیوارها، حصارها و باغ‌ها نیز دیده می‌شوند. بسیاری از عنکبوت‌های جهنده سطوح صاف و عمودی را ترجیح می‌دهند. شاید برای اینکه به آن‌ها کمک می‌کند تا طعمه‌های خود را بهتر تحت نظر داشته باشند و به آن‌ها را تعقیب کنند.

## پراکنش
این گونه در جنوب شرقی کانادا، امریکا و شمال امریکای مرکزی به‌طور شایع یافت می‌شود. این گونه به جزایر هاوایی و نیکوبار نیز وارد شده‌است.

## گزش
این گونه مانند سایر عنکبوت‌ها به ندرت انسان را می‌گزد. اگرچه علائم گزش آن در هر فرد متفاوت است اما بیشتر به شکل درد خفیف و قرمزی موضعی پوست تظاهر پیدا می‌کند.